# ژان-فرانسوا دو سن‌لامبر
ژان-فرانسوا دو سن‌لامبر (به فرانسوی: Jean-François de Saint-Lambert) فیلسوف و و شاعر قرن هجدهم میلادی اهل فرانسه است.